# とんがり山 (小惑星)
とんがり山（とんがりやま、16736 Tongariyama）は、小惑星帯（メインベルト）に位置する小惑星の一つ。山形県南陽市のアマチュア天文家、大国富丸により発見された。

## 名称
山形県の白鷹町（しらたかまち）の西にある海抜901mのとんがり山から命名され、2010年9月の小惑星回報（MPC 72199）で公表された。
白鷹町は発見者の出身地であり、(12445) 白鷹をはじめとして周辺の地名が多く命名されている。とんがり山と同時に命名が公表された小惑星の中には、やはり白鷹町西方の山に因んだ (16725) 頭殿がある。

## 註
1. ↑  MPC 72199（2010年9月23日）